# Дэниел, Грегори
Грегори Дэниел (англ. Gregory Daniel; род. 8 ноября 1994, Денвер, Колорадо, США) — американский профессиональный шоссейный велогонщик, выступающий  за команду Trek-Segafredo. Чемпион США в групповой гонке (2016).

## Достижения
2011
- 1-й  - Чемпион США по трековым гонкам в командной гонке преследования

2011
- 1-й  - Чемпион США по шоссейному велоспорту среди юниоров в индивидуальной гонке

2013
- 1-й на этапе 3 Arden Challenge

2015
- 1-й  на Tour of Utah - ГрК
- Чемпионат США по шоссейному велоспорту в категории U-23
  - 2-й в групповой гонке
  - 3-й в индивидуальной гонке

2016
- 1-й  - Чемпион США в групповой гонке
- 1-й  на Tour de Beauce - ГК 
  - 1-й на этапе 5
- 1-й на этапе 1 (ТTT) Olympia's Tour

| ГК  | Генеральная классификация |
| ГрК | Горная классификация      |